# Châu Kình Văn
Châu Kình Văn (tiếng Trung: 周鯨文, 1908 - 1985) là một chính khách, văn sĩ, ký giả Trung Hoa.

## Tiểu sử
Châu Kình Văn nguyên là cháu ngoại của tướng quân Trương Tác Tương, sinh năm 1908 tại huyện Lăng Hải, tỉnh Phụng Thiên (nay là tỉnh Liêu Ninh). Ban sơ, ông được gửi vào Hối Văn trung học ở Bắc Kinh, rồi chuyển đến Đại học Waseda, kế là Đại học Tiểu bang Michigan. Sau khi tốt nghiệp ở Mỹ, ông lại sang Anh học khoa học chính trị tại Đại học London.
Vào năm 1931, Châu Kình Văn trở về Bắc Kinh để tổ chức ra Thần Quang vãn báo. Năm 1933, sau sự kiện Đường Cô hiệp định, ông đến Thiên Tân đồng sáng lập Đông Bắc Dân chúng Tự cứu Hội, lễ trình diện được công bố trên tạp chí Tự lực. Đến năm 1936, Châu Kình Văn nhận chức vụ tổng thư ký kiêm quyền hiệu trưởng Đại học Đông Bắc tại Thẩm Dương.
Năm 1938, Châu Kình Văn đến Hồng Kông lưu vong. Ông lập ra tờ Thời đại Phê bình, phát hành mỗi tháng hai kỳ, nhưng chỉ được đến năm 1941 thì tự đình bản. Năm 1941, ông tham gia sáng lập tổ chức Dân Minh, được bầu vào Ban Thường vụ Trung ương và giữ chức phó tổng thư ký.
Ngày 27 tháng 12 năm 1945 tại Cát Lâm, Châu Kình Văn được kết nạp vào Đảng Cộng sản Trung Quốc. Sau khi nước Cộng hòa Nhân dân Trung Hoa thành lập, ông được giữ nhiều chức vụ quan trọng trong chính phủ.
Tuy nhiên, vào tháng 12 năm 1956, Châu Kình Văn sang Hồng Kông lưu vong. Tại đây, ông khôi phục tờ Thời đại Phê bình và lập thêm phụ bản Bắc Kinh tiêu tức mỗi tháng hai kỳ, mạnh mẽ chỉ trích những khiếm khuyết của Đảng Cộng sản Trung Quốc. Vì lẽ đó, tháng 12 năm sau, chính quyền Cộng hòa Nhân dân Trung Hoa đơn phương truất tư cách dân biểu của Châu Kình Văn.
Tháng 8 năm 1958, Châu Kình Văn nêu ra một tuyên bố chống lại cuộc Phản hữu vận động đang rầm rộ tại Hoa lục, đồng thời lại lên tiếng chỉ trích Đảng Cộng sản Trung Quốc rất quyết liệt.
Năm 1985, Châu Kình Văn tạ thế tại Hồng Kông.